# Leptogenys trilobata
Leptogenys trilobata é uma espécie de formiga do gênero Leptogenys, pertencente à subfamília Ponerinae.